# Ричард Линехан
Ричард Линехан (на английски: Richard M. Linnehan) е американски астронавт, участник в четири космически полета.

## Образование
Ричард Линехан е роден на 19 септември 1957 г. Завършва колежа Alvirne High School в Хъдсън, Ню Хампшър през 1974 г. През 1975 г. завършва колежа Пелман в Ню Хампшър. През 1980 г. получава бакалавърска степен по микробиология от Университета на Ню Хампшър. През 1985 г. завършва ветеринарна медицина в Университета на Охайо. През 1988 г. получава специалност „вътрешни болести и патология на екзотични животни“ от Университета „Джонс Хопкинс“ в Балтимор, Мериленд. През 2009 г. защитава докторат в Харвардския университет в Кеймбридж, Масачузетс.

## Служба в НАСА
Ричард Линехан е избран за астронавт от НАСА на 31 март 1992 г., Астронавтска група №14. Той взима участие в четири космически полета. Има в актива си шест космически разходки с обща продължителност 42 часа и 11 минути.

### Полет
| Космически полети на Ричард Линехан                      | Космически полети на Ричард Линехан | Космически полети на Ричард Линехан | Космически полети на Ричард Линехан | Космически полети на Ричард Линехан | Космически полети на Ричард Линехан  | Космически полети на Ричард Линехан |
| №                                                        | Дата                                | КК                                  | Емблема на мисията                  | Функции                             | Продължителност                      |                                     |
| -------------------------------------------------------- | ----------------------------------- | ----------------------------------- | ----------------------------------- | ----------------------------------- | ------------------------------------ | ----------------------------------- |
| 1                                                        | 20 юни 1996                         | „Колумбия“, мисия STS-78            |                                     | Специалист на мисията               | 16 денонощия 21 часа 48 мин. 30 сек. |                                     |
| 2                                                        | 17 април 1998                       | „Колумбия“, мисия STS-90            |                                     | Специалист на мисията               | 15 денонощия 21 часа 50 мин. 58 сек. |                                     |
| 3                                                        | 1 март 2002                         | „Колумбия“, мисия STS-109           |                                     | Специалист на мисията               | 10 денонощия 22 часа 11 мин. 09 сек. |                                     |
| 4                                                        | 11 март 2008                        | „Индевър“, мисия STS-123            |                                     | Специалист на мисията               | 15 денонощия 18 часа 12 мин. 27 сек. |                                     |
| Сумарно време в космоса – 59 денонощия 20 часа 49 минути |                                     |                                     |                                     |                                     |                                      |                                     |

## Награди
- Медал на НАСА за изключителна служба;
- Медал на НАСА за изключително лидерство;
- Медал на НАСА за изключителни заслуги;
- Медал на НАСА за участие в космически полет (4).